# Onze (série télévisée)
Soy Luna Bia
Juacas
Onze, ou Disney 11 en Belgique (Once en version originale, stylisé en O11ce), est une série télévisée argentine produite par Pol-ka Producciones (es) en collaboration avec Disney Channel Latin America et diffusée en Amérique latine à partir du 13 mars 2017 sur Disney XD et Disney Channel.
En France, la série a été diffusée du 4 septembre 2017 au 3 avril 2020 sur Disney XD, puis rediffusé régulièrement sur Disney Channel depuis le 10 juillet 2018. En Belgique, elle a été diffusée sur Disney Channel.

## Synopsis
Gabriel  Moreti dit « Gabo » est un jeune footballeur de 16 ans originaire d'une petite ville d'Argentine, Álamo Seco. Orphelin dès son plus jeune âge, il aide sa grand-mère, Amelia, dans la boulangerie du village. Le reste du temps, il joue au football avec son meilleur ami Felipe dans le village. Son jeu est si bon qu'il parvient aux oreilles de Francisco Velázquez, directeur technique des Faucons Dorés, une équipe de football renommée de Buenos Aires. Francisco envoie l'entraîneur et sa main droite, Vitto Voltaglio, à Álamo Seco, pour observer Gabo. Il finit par lui remettre une bourse pour étudier à l'IAD et jouer avec les Faucons. Son objectif est de devenir un joueur de football professionnel.

## Fiche technique
- Titre original : Once
- Titre français : Onze ; Disney 11 (Belgique)
- Création : Jorge Edelstein
- Réalisation : Sebastián Pivotto (saison 1), Nicolás Di Cocco (saison 2 et 3)
- Production : Cecilia Mendonça
- Sociétés de production : Pol-ka Producciones (es) et Disney Channel Latin America
- Pays d'origine :  Argentine
- Langue originale : espagnol
- Format : couleur - HD - 1,66:1 - son numérique
- Genre : drame, comédie, sports
- Durée : 20-25 minutes
- Dates de première diffusion[3] :
  - Argentine : 13 mars 2017
  - France / Belgique : 4 septembre 2017
- Classification : tous publics

## Distribution

### Acteurs principaux
- Mariano González (VFB : Antoni Lo Presti) : Gabriel « Gabo » Guevara Moreti (saisons 1 à 3)
- Paulina Vetrano (VFB : Laetitia Liénart) : Zoe Velázquez (saisons 1 à 3)
- Sebastián Athié (VFB : Maxime Donnay) : Lorenzo Guevara (saisons 1 à 3)
- Juan David Penagos (VFB : Gregory Praet) : Ricardo « Ricky » Flores (saisons 1 à 3)
- Luan Brum (VFB : David Scarpuzza) : André « Dedé » Duarte (saisons 1 à 3)
- Javier Eloy Bonanno (VFB : Gauthier de Fauconval) : Joaquin Costa (saisons 1 à 3)
- Fausto Bengoechea (VFB : Bruno Borsu) : Adrian Roca (saisons 1 à 3)
- Lucas Minuzzi (VFB : Olivier Prémel) : Pablo Espiga (saisons 1 à 3)
- Juan Cabrera (VFB : Loïc Buisson) : Daniel Gratzia (saisons 1 à 3)
- Santiago Stieben (VFB : Maxime Van Santfoort) : Vitto Voltaglio (saisons 1 à 3)
- Nicolas Pauls (VFB : Sébastien Hébrant) : Francisco Velázquez (saisons 1 à 3)
- Renato Quattordio (VFB : Maxym Anciaux) : Apolodoros « 14 » Nikotatópulos (saisons 1-2, invité saison 3)
- Agustina Palma (VFB : Nancy Philippot) : Martina Markinson (saisons 1-2)
- Tomás Blanco (VFB : Brieuc Lemaire) : Valentino Toledo (saisons 1-2)
- Paulo Sánchez Lima (VFB : Matthias Billard) : Mariano Galo (saisons 1-2)
- Federico Gurruchaga (VFB : Thibaut Delmotte) : Lucas Quintana (saisons 1-2, invité saison 3)
- Juan Herrera (VFB : Mattéo Marchese) : Leonardo « Leo » Palacios (saisons 1 et 3, invité saison 2)
- Santiago Luna (VFB : Quentin Minon) : Rafael « Rafa » Fierro (saisons 1 et 3)
- Juan De Dios Ortiz (VFB : Simon Duprez) : Diego Guevara (saisons 1-2, invité saison 3)
- Veronica Pelaccini (VFB : Célia Torrens) : Isabel Di Marco (saisons 1-2, secondaire saison 3)
- Pablo Gershanik (VFB : Bruno Georis) : Amadeo Carrillo (saisons 1-2, secondaire saison 3)
- Guido Pennelli (VFB : Alexis Flamant) : Ezequiel Correa (secondaire saison 1, principal saisons 2-3)
- Daniel Patiño : Martín Mejía (saison 2, invité saison 3)
- Candelaria Grau : Celeste Brizuela (secondaire saisons 1-2, principal saison 3)
- Daniel Rodrigo Martins : Alan Salazar (saison 3)
- Joaquín Ochoa : Arturo Garrido (saison 3)
- Tomy Diaz : Alpha (saison 3)
- Julia Tozzi : Natalia De Acosta (saison 3)
- Paula Cancio : Laura (saison 3)
- Juanma Muniagurria : Federico García (saison 3)
- Bianca Zero : Delfina Soto (saison 3)

### Acteurs secondaires et invités
- Sebastián Muñíz : Carlos dit « Le poulpe » (secondaire saisons 1 à 3)
- Alfredo Castellani : Florencio / Franco Pellozzi (secondaire saisons 1-2, invité saison 3)
- Christian Sancho (VFB : Nicolas Matthys) : Felix Jiménez (secondaire saisons 1-2)
- Giampaolo Sama : Giovanni Malaffacce (secondaire saisons 1-2)
- Beatriz Dellacasa : Amelia Moretti (secondaire saisons 1-2, invité saison 3)
- Julián Cerati : Felipe Aragon (secondaire saisons 1-2, invité saison 3)
- Mariano Zabalza (VFB : Pierre Le Bec) : Camilo Montero (secondaire saison 1)
- Agostina Fabrizio : Silvia (?)
- Lucia Gambandé : Magaly  (secondaire saisons 1-3)
- Maria Jesus Renteria : Fernanda (secondaire saisons 1-2)
- Camila Sassi : Michael (?)
- José Giménez Zapiola : Alejandro Vidal Golormi (secondaire saisons 1-2)
- Gonzalo Dubourg : Ciro D'Alessios (secondaire saisons 1-2)
- Soledad Comasco : Julia (secondaire saison 1, invitée saison 2)
- Alfredo Allende (VFB : Pascal Gruselle) : Olson (secondaire saison 1, invité saison 2)
- Rodrigo Bianco : Ernesto Bruno (secondaire saison 1)
- Fabio Aste : Miguel Fierro (secondaire saison 1)
- Sandra Criolani : Griselda (invitée saison 1, secondaire saison 2)
- Marcela Jove : professeur Oliva (invitée saison 1, secondaire saison 2)
- Luciano Andrada : Julián Vidal (invité saison 1)
- Victor Dana : José Fierro (invité saison 1)
- Fernando Dabove : Facundo Gutiérrez (invité saison 1)
- Pablo Stecco : lui-même (invité saison 1)
- Pedro Malespina : lui-même (invité saison 1)
- Alejandro Vitello : Guillermo Suarez (invité saison 1)
- Sergio Vitello : Gustavo Suarez (invité saison 1)
- Santiago Sánchez Avalos : lui-même (invité saison 1)
- Fernando Palomo : lui-même (invité saison 1)
- Pablo Ferreira : lui-même (invité saison 1)
- Gabriel Gallichio : Rayo Garcia (invité saison 1)
- Juan Ciancio : Franco (secondaire saison 2)
- Elis García : Avril (secondaire saison 2)
- Bruno Heder : Antonio « Tony » (secondaire saison 2, invité saison 3)
- Mariana Seligmann : Alejandra « Álex » Vidal (secondaire saison 2)
- Julia Dovganishina : Ana Safonova (secondaire saison 2, invitée saison 3)
- Gonzalo Gravano : Federico Zúñiga (invité saison 2)
- Fran MG : lui-même (invité saison 2)
- Rezende : lui-même (invité saison 2)
- Michael Ronda : Simon Alvarez (invité saison 2)
- Ian Lucas : Manuel (invité saison 2, secondaire saison 3)
- Gaby Del Castillo : Ulysse (secondaire saison 3)
- Yarnaldo Rey Morales : Jefferson (secondaire saison 3)
- Ariadna Asturzzi : Clara (secondaire saison 3)
- Baptist Rivarola : [Qui ?] (secondaire saison 3)
- Brian Haupt : Fernando (secondaire saison 3)
- Camila Rabinovich : Lara (secondaire saison 3)
- Diego Esteban De Paula : [Qui ?] (secondaire saison 3)
- Federico Bellu : Cayetano (secondaire saison 3)
- Franco Ceres : Alexis (secondaire saison 3)
- Giuliano Montepaone : Tobias (secondaire saison 3)
- Juan Esteban Flaiszman : Gaston (secondaire saison 3)
- Karim Hendi : Lautaro (secondaire saison 3)
- Nicolás Cucaro : Matthias (secondaire saison 3)
- Luciana Jersonsky : Pieux (secondaire saison 3)
- Marcos Cartoy Diaz : Ramiro (secondaire saison 3)
- Matías Tamborelli : Dylan (secondaire saison 3)
- Nicolás Dino Lorenzón : Tristan (secondaire saison 3)
- Valeria San Martin : Mariela (secondaire saison 3)
- Violet Kaehler : Joan (secondaire saison 3)

Doublage
- Studio : Dubbing Brothers Belgique
- Direction artistique : Aurélien Ringelheim et Delphine Chauvier
- Adaptation : Mandy Spalma, Csilla Fraichard, Michel Berdah, ...

Source : carton de doublage sur Disney+

## Épisodes
| Saison | Épisodes | Épisodes | Amérique latine  | Amérique latine  | France            | France           |
| Saison | Épisodes | Épisodes | Début            | Fin              | Début             | Fin              |
| ------ | -------- | -------- | ---------------- | ---------------- | ----------------- | ---------------- |
| 1      | 80       | 40       | 13 mars 2017     | 5 mai 2017       | 4 septembre 2017  | 22 décembre 2017 |
| 1      | 80       | 40       | 3 juillet 2017   | 25 août 2017     | 4 septembre 2017  | 22 décembre 2017 |
| 2      | 80       | 40       | 30 avril 2018    | 22 juin 2018     | 24 septembre 2018 | 2019             |
| 2      | 80       | 40       | 20 août 2018     | 12 octobre 2018  | 24 septembre 2018 | 2019             |
| 3      | 60       | 20       | 15 juillet 2019  | 9 août 2019      | 4 novembre 2019   | 3 avril 2020     |
| 3      | 60       | 20       | 9 septembre 2019 | 4 octobre 2019   | 4 novembre 2019   | 3 avril 2020     |
| 3      | 60       | 20       | 9 novembre 2019  | 29 novembre 2019 | 4 novembre 2019   | 3 avril 2020     |

## Production
Production originale de Pol-ka Producciones, réalisée en collaboration avec Disney Channel Latin America, la série a été mise en chantier le 29 mai 2016 avec Javier Castro Albano et Marcos Osorio Vidal au scénario. La réalisation est de Sebastián Pivotto pour la saison 1 et Nicolás Di Cocco pour la saison 2. La première diffusion a eu lieu le 13 mars 2017 dans toute l'Amérique latine. La première saison comportait 80 épisodes divisés en deux parties de 40 chacun, tout comme la deuxième saison.
Le 11 avril 2025, la série latino-américaine fera son grand retour pour la quatrième saison sur Disney+ en 2026.

## Bande originale
| No | Titre                        | Interprète(s)                                                         | Durée |
| -- | ---------------------------- | --------------------------------------------------------------------- | ----- |
| 1. | Del estadio al cielo         | Morat                                                                 | 2:33  |
| 2. | Juega con el corazón         | Sebastián Athié, Paulina Vetrano et Daniel Patiño                     | 2:42  |
| 3. | Juega con el corazón (remix) | Sebastián Athié, Paulina Vetrano, Daniel Patiño et Julia Dovganishina | 2:44  |
| 4. | Atrápame si puedes           | Paulina Vetrano, Agustina Palma, Luan Brum et Sebastián Athié         | 1:05  |

## Distinctions

### Récompenses
- Bronze World Medals 2018
- Kids' Choice Awards Argentina (es) 2018 : artiste tendance pour José Gimenez Zapiola

### Nominations
- Kids' Choice Awards Argentina 2017 : 
  - Actrice préférée pour Paulina Vetrano
  - Série ou programme préféré
  - Méchant préféré pour Sebastián Athié
- Kids' Choice Awards Argentina 2018 : artiste tendance pour  Renato Quattordio
- Kids' Choice Awards México 2018 : Méchant préféré pour Daniel Patiño